# Pampaskorn
Pampaskorn (Hordeum euclaston) är en gräsart som beskrevs av Ernst Gottlieb von Steudel. Enligt Catalogue of Life ingår Pampaskorn i släktet kornsläktet och familjen gräs, men enligt Dyntaxa är tillhörigheten istället släktet kornsläktet och familjen gräs. Arten förekommer tillfälligt i Sverige, men reproducerar sig inte. Inga underarter finns listade i Catalogue of Life.